# الغواصة الألمانية يو-570
غواصة يو-570 غواصة يو بوت ألمانية من غواصة الفئة السابعة سي، غواصة الفئة السابعة بنيت لسلاح بحرية ألمانيا النازية كريغسمارينه، في أحواض بلوم+فوس خلال الحرب العالمية الثانية.